# Cristina Areia
Cristina Areia (27 de fevereiro de 1966) é uma actriz portuguesa.
É filha do actor Carlos Areia e de Maria Manuela. Tem uma filha chamada Catarina, nascida em 2002. Em outubro de 2009 posou para a versão portuguesa da Playboy.

## Filmografia

### Televisão
| Ano       | Título                     | Papel                               | Canal |
| --------- | -------------------------- | ----------------------------------- | ----- |
| 1984      | 1, 2, 3                    |                                     | RTP1  |
| 1988      | O Nosso Século             | Bailarina                           | RTP1  |
| 1988      | Uma Bomba Chamada Etelvina |                                     | RTP1  |
| 1990      | Mistério Misterioso        |                                     |       |
| 1990      | Euronico                   | Várias personagens                  | RTP1  |
| 1990      | Por Um Fio                 |                                     | RTP1  |
| 1990      | A Prova dos Novos          | Várias personagens                  | RTP1  |
| 1991      | Mistura Fina               |                                     | RTP1  |
| 1992      | Vamos a Votos              |                                     | RTP1  |
| 1993      | Nico d'Obra                | Secretária                          | RTP1  |
| 1993      | Cinzas                     | Enfermeira                          | RTP1  |
| 1994      | A Pão e Laranjas           |                                     | RTP1  |
| 1994-1995 | Isto É o Agildo            | Várias personagens                  | RTP1  |
| 1995      | Os Trapalhões em Portugal  |                                     | SIC   |
| 1995      | Noite de Reis              | Rábula                              | RTP1  |
| 1996      | Os Malucos do Riso         | Várias personagens                  | SIC   |
| 1996      | Ilusões                    |                                     | RTP1  |
| 1996-1999 | Nós os Ricos               | Oliveirinha / Alcovina / Jornalista | RTP1  |
| 1998      | Santa Casa                 |                                     | RTP1  |
| 1998      | Os Lobos                   | Mélia                               | RTP1  |
| 1999      | Clube dos Campeões         |                                     | SIC   |
| 1999      | Companhia do Riso          | Várias personagens                  | RTP1  |
| 1999-2000 | Médico de Família          | Isabel                              | SIC   |
| 2000      | Agora é que São Eles       |                                     | RTP1  |
| 2000      | Agora É Que São Elas       |                                     | RTP1  |
| 2000      | Cuidado com as Aparências  |                                     | SIC   |
| 2000-2001 | Ajuste de Contas           | Cristina                            | RTP1  |
| 2002      | Super Pai                  | Mãe                                 | TVI   |
| 2002      | Odisseia no Parque         | Várias personagens                  |       |
| 2004      | O Prédio do Vasco          | Pamela                              | TVI   |
| 2004      | Maré Alta                  | Passageira do navio                 | SIC   |
| 2004      | Gala de Natal TVI          | Pamela                              | TVI   |
| 2005      | Inspetor Max               | Vizinha                             | TVI   |
| 2006      | Trio Maravilha             | Várias personagens                  | TVI   |
| 2006      | O Bando dos Quatro         | Helena Souto Santos                 | TVI   |
| 2006-2007 | Doce Fugitiva              | Silvana Dias                        | TVI   |
| 2007-2008 | Detective Maravilhas       |                                     | TVI   |
| 2008      | Sexta à Noite              | Várias personagens                  | RTP1  |
| 2009      | Camilo - O Presidente      | Edite Sardinha                      | SIC   |
| 2010-2011 | Liberdade 21               | Rita Maldonado                      | RTP1  |
| 2011-2012 | Morangos com Açúcar        | Isabel Garcia de Lima               | TVI   |
| 2013      | Sol de Inverno             |                                     | SIC   |
| 2014      | Bem-Vindos a Beirais       | Vânia Vanessa                       | RTP1  |
| 2015-2016 | Os Nossos Dias             | Amélia                              | RTP1  |

### Cinema
| Ano  | Título                                         | Papel    |
| ---- | ---------------------------------------------- | -------- |
| 1992 | Ladrão Que Rouba a Anão Tem Cem Anos de Prisão | Deolinda |
| 2011 | Cabidela de Galinha                            |          |
| 2012 | Com Um Pouco de Fé                             |          |

## Teatro
- Caixa Forte, no Teatro Villaret - 2013
- Mendes.come, no Teatro Sá da Bandeira - 2010
- Peso Certo, no Teatro Villaret - 2009
- O Macaco do Rabo Cortado, no Teatro Guilherme Cossoul - 2008
- A Pão e laranjas, Teatro Maria Vitória - 1993
- Fomos a votos, no Teatro Maria Vitória - 1992
- Vamos a votos, no Teatro Maria Vitória - 1991
- Vitória, vitória!, no Teatro Maria Vitória - 1990
- A Prova dos novos, no Teatro Variedades - 1989
- Toma lá Revista, no Teatro Maria Matos - 1987
- Catraias e vinho verde, no Teatro Variedades e Sá da Bandeira - 1986
- Não batam mais no Zézinho, no Teatro Maria Vitória - 1985
- Odisseia no Parque , no Teatro Maria Vitória - 2001